# PRS Guitars

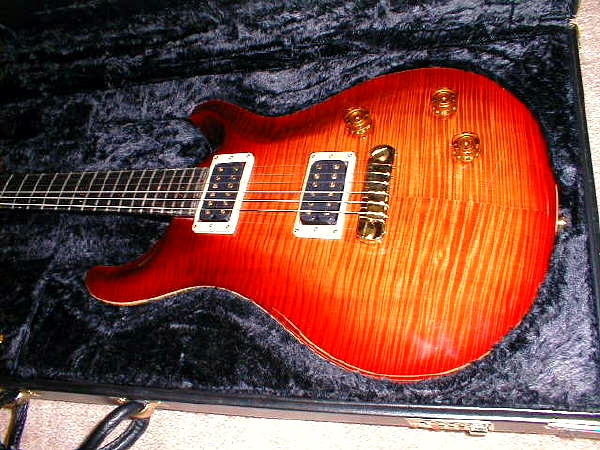
PRS Custom.

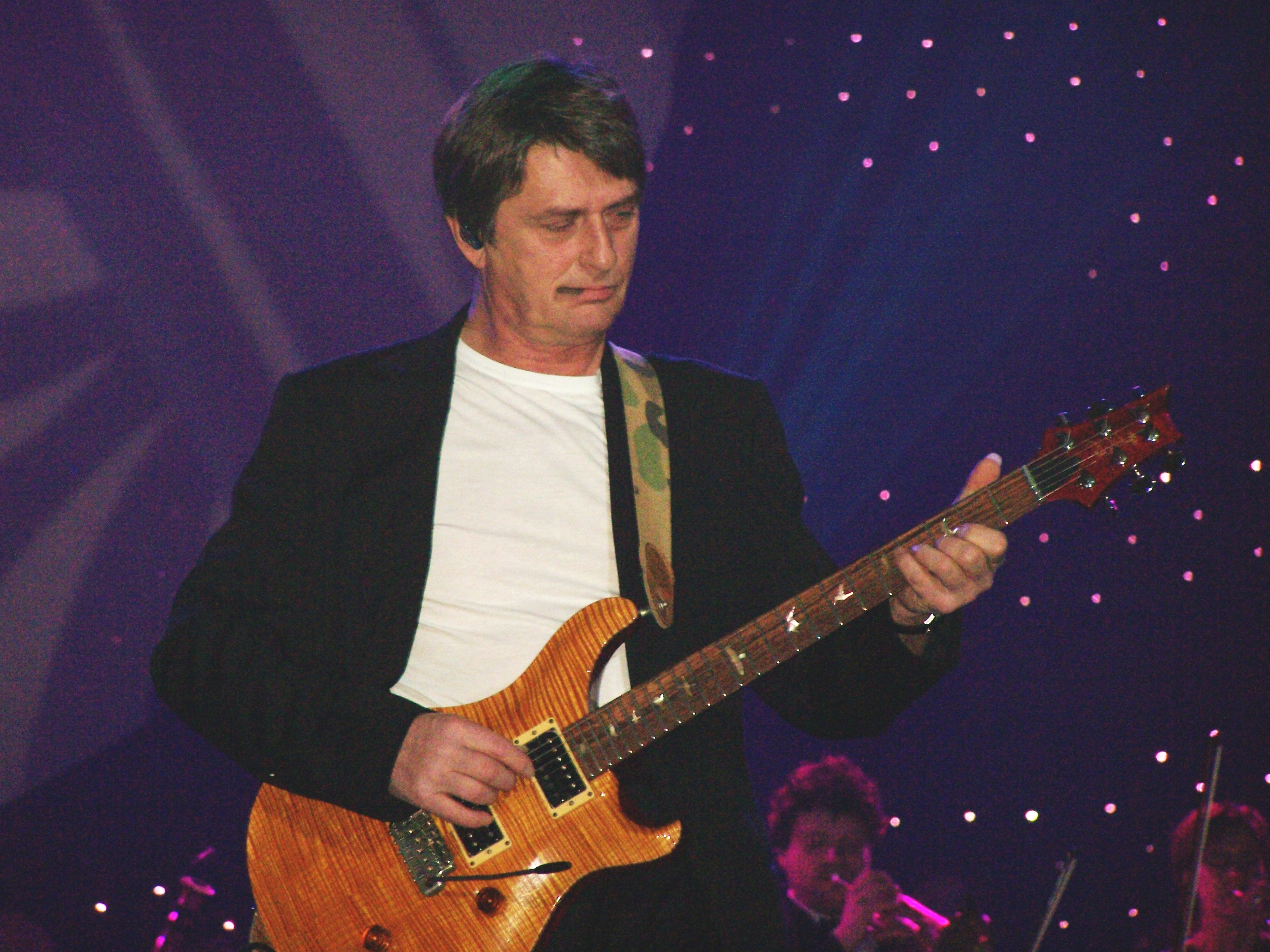
Mike Oldfield com o Custom 24 em dezembro de 2006 no Festhalle em Frankfurt

PRS Guitars é uma fábrica estadunidense de guitarras de alto nível com sede em Stevensville, Maryland. A PRS Guitars foi fundada pelo guitarrista e luthier Paul Reed Smith en 1985. É uma  das principais empresas no ramo de guitarras eléctricas e acústicas. Sua marca característica são as Águias Escalopadas na marcação das escalas. Um de seus principais representantes o guitarrista mexicano Carlos Santana. Na linha PRS são 4 os modelos que levam o nome desse guitarrista.

## PRS Santana II

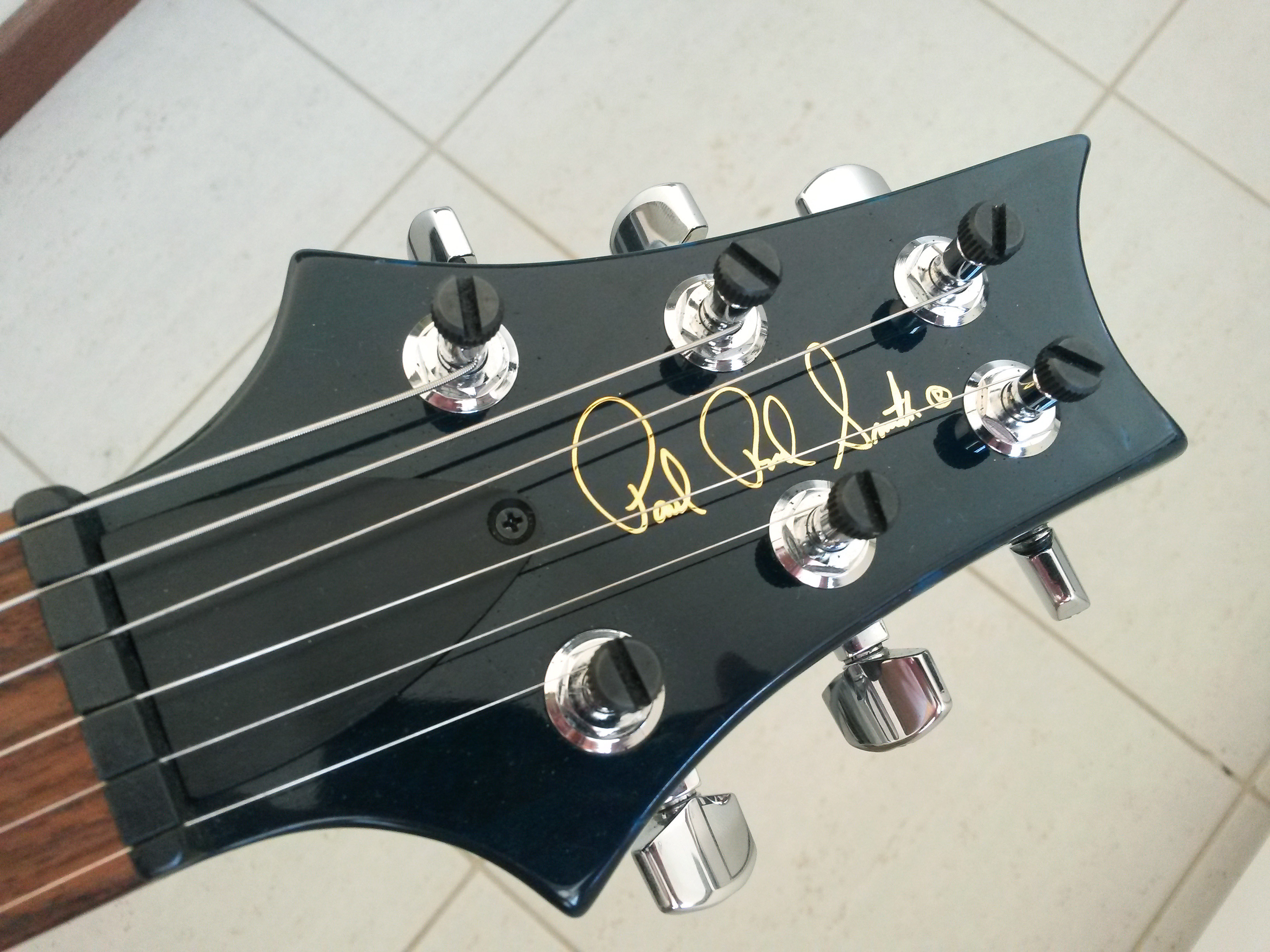
Headstock of PRS Custom 24 guitar, teal black color, year 2004.

As guitarras PRS Santana II são feitas com madeira de alta qualidade. O braço é de uma peça de mogno, sendo a escala e a mão de jacarandá brasileiro. O tampo superfigurado de bordo possui uma altura fora do comum, que configura um diferencial em sua aparência e som. As marcações feitas de abalone têm o tradicional formato de águia presente nas guitarras PRS. A PRS Carlos Santana II não possui tampa na parte traseira, onde ficam as quatro molas que prendem a ponte. Outro detalhe é o símbolo indiano do Om colocado na tampa do tensor, na base da mão.